# Chroniques, le magazine de la BnF
Chroniques, le magazine de la BnF est une revue trimestrielle française consacrée à l'actualité de la Bibliothèque nationale de France.

## Présentation
Le magazine aborde l'actualité culturelle de la Bibliothèque nationale de France (BnF) : expositions, concerts, conférences et autres manifestations. Il présente également la vie de la BnF dans toutes ses composantes qu'il s'agisse de l’enrichissement des collections par le dépôt légal ou les acquisitions jusqu’aux évolutions des outils numériques, en passant par l’actualité de la recherche.
Le magazine est disponible gratuitement sur abonnement depuis le site web de la BnF.

## Historique
Le premier numéro de Chroniques paraît en janvier 1998. Il remplace la publication précédente, les Actualités de la Bibliothèque nationale de France.
À l’occasion de l'ouverture du musée de la BnF, un numéro spécial est publié en 2022.
En 2024, le numéro 100 de Chroniques est publié.